# Baityloi (Santa Caterina di Pittinuri)

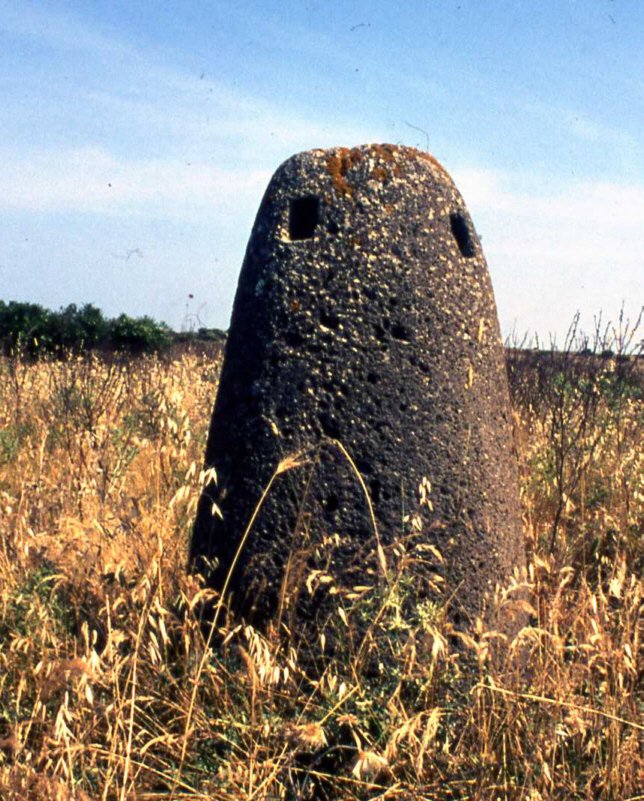
Baitylos vom Typ Oragiana

Die fünf Baityloi von Santa Caterina di Pittinuri stehen an der Kirche des Ortes Santa Caterina in der Provinz Oristano auf Sardinien. Sie stammen von dem nördlicher gelegenen Gigantengrab von Oragiana (auch Oraggiana), wo sich auch eine Nuraghe befindet.
Es gibt in einem Streifen in der Mitte Sardiniens, der von Küste zu Küste verläuft, etwa 20 Gigantengräber, die von konischen, glatten oder anthropomorph angedeuteten Baityloi (sing. Baitylos; ital. betilo) begleitet sind. 23 Exemplare, vor allem aus Basalt, zeigen drei bis fünf runde oder viereckige Eintiefungen rings um das obere Drittel und werden unter dem „Typ oragiana“ gefasst. 
Die Baityloi von Oragiana (5), Perdu Pes (3) und Solene (3) sind zwischen 1,05 und 1,93 hoch, mit einem mittleren Umfang von 1,75 m. Je einer der Betili von Perdu Pes und von Oragiana hat in der Mitte der Oberseite eine runde Eintiefung von unsicherer Bedeutung. 
Die konische Form stilisiert eine menschliche Gestalt. Die Grundform wird durch die anthropomorphe Darstellung der Augen perfektioniert, was auf ein abnormes übermenschliches Wesen deutet, dessen Form eine magisch-religiöse Bedeutung hat. Einige wenige zeigen ein realistisches Antlitz.